# Sven Gard
Sven Gard, född 3 november 1905 i Katarina församling, Stockholm, död 27 augusti 1998, var en svensk läkare och medicinsk forskare.

## Biografi
Sven Gard blev 1947 professor i bakteriologi vid Karolinska institutet och var 1948–1972 professor i virusforskning vid samma lärosäte. Han utförde betydelsefull forskning om poliovirus och ledde den svenska framställningen av poliovaccin, särskilt dess inaktivering (IPV), vilket gav honom internationell berömmelse.
Gard blev 1961 ledamot av Karolinska Institutets Nobelkommitté och lär ha avböjt att tilldelas Nobelpriset (Nobelkommittéernas handlingar är sekretessbelagda 50 år). Han invaldes 1968 som ledamot av Vetenskapsakademien. År 1967 tilldelades han KTH:s stora pris.